# Smicropus adunca
Smicropus adunca är en fjärilsart som beskrevs av Jean Baptiste Boisduval 1870. Smicropus adunca ingår i släktet Smicropus och familjen mätare. Inga underarter finns listade i Catalogue of Life.